# 周梓盈
周梓盈（英語：Ice Phoebe Chow Tsz Ying，1990年11月19日—），香港女演員及模特兒，曾是無綫電視基本藝人合約藝員，現時已息影退出香港娛樂圈。

## 簡歷
周梓盈1990年生於香港，早年曾就讀基督教四方福音會深培中學、以及中五畢業後不久因懂得四種語言，且樣貌跟藝人萬綺雯相似，獲「Hkmodelhouse Models Management Ltd」相中簽約成為旗下模特兒。2011年，她為了前途而放棄對美容方面的興趣，一邊修讀大專院校工商管理課程，一邊使用藝名「Ice」加入嫩模團體「Donut」，曾參與拍攝報刊商品照、少女寫真集和合唱歌曲；翌年基於收入不穩定，自己又拒絕以過份性感演出令工作機會流失，加上當時社會大眾普遍對𡃁模行業持反對聲音，遂接受家人勸喻而離開娛樂圈，轉行任職一般文員。可3個月後仍對演藝工作抱感興趣，故她選擇投考第26期無綫電視藝員訓練班，並成為旗下基本藝人合約藝員。
周梓盈自2013年正式加入無綫電視以來，演出角色多數以職員、記者、護士、宮婢或丫鬟為主。直至2017年，她在台慶劇集《降魔的》裡參演戲份不多的「女道士」，因樣貌標緻而受到網民注目，2018年又於該台處境劇《愛·回家之開心速遞》中，飾演龍力蓮秘書「譚可清（垃圾清）」，表現再次讓人注視。2019年12月31日，她突然透過 Instagram 發帖文表示因合約問題而與無綫電視結束合約，認為離開或留下非自己可以決定，但感激公司七年的栽培及機會，故此被懷疑跟政治事件有關，隨後更淡出娛樂圈。

## 感情生活
周梓盈於2012年在無綫電視藝員訓練班裡認識何廣沛，兩人其後一直拍拖至2017年分手；及後與一名圈外男友交往，2022年9月8日結婚。

## 演出作品

### 電視劇（無綫電視）
| 首播         | 劇名                 | 角色                                                                   |
| 2013至2015年 | 愛·回家 (第一輯)     | 護 士（第314集）主 持（第340集）OL（第365集）公 關（第393、452集）Ruby |
| 2013年       | 神鎗狙擊             | 司 儀（第3集）                                                         |
| 2013年       | 法外風雲             | 陪審團                                                                 |
| 2013年       | On Call 36小時II     | 兒科護士                                                               |
| 2013年       | My盛Lady             | 泳 客（第11集）                                                        |
| 2013年       | 舌劍上的公堂         | 富家小姐（第1、2集）                                                   |
| 2013年       | 貓屎媽媽             | 邊恕人同學（第1集）                                                    |
| 2014年       | 新抱喜相逢           | 連祉傑秘書                                                             |
| 2014年       | 守業者               | 村 民                                                                  |
| 2014年       | 愛我請留言           | 食 客（第1集）                                                         |
| 2014年       | 愛我請留言           | 新 娘（第1集）                                                         |
| 2014年       | 愛我請留言           | 中環 OL                                                                |
| 2014年       | 女人俱樂部           | 1980年代女學生                                                         |
| 2014年       | 點金勝手             | 記 者（第1集）                                                         |
| 2014年       | 寒山潛龍             | 少女                                                                   |
| 2014年       | 載得有情人           | 派對女郎（第6集）                                                      |
| 2014年       | 我們的天空           | 阿 紅（第5集）                                                         |
| 2014年       | 使徒行者             | 少 女                                                                  |
| 2014年       | 再戰明天             | 護 士（第6集）                                                         |
| 2014年       | 老表，你好hea！      | 港聞記者（第19、23集）                                                 |
| 2014年       | 老表，你好hea！      | 娛樂記者丁（第20集）                                                   |
| 2014年       | 醋娘子               | 楊 桃                                                                  |
| 2014年       | 宦海奇官             | 香 蘭                                                                  |
| 2015年       | 八卦神探             |                                                                        |
| 2015年       | 四個女仔三個BAR      | Elaine                                                                 |
| 2015年       | 衝線                 | 沈家儒女兒                                                             |
| 2015年       | 華麗轉身             | 援交少女（第19集）                                                     |
| 2015年       | 愛·回家 (第二輯)     | 學 員                                                                  |
| 2015年       | 鬼同你OT             | 黃小姐                                                                 |
| 2015年       | 樓奴                 | 勞多樂同學兼支持者（第6、14集）                                        |
| 2015年       | 陪著你走             | Mandy                                                                  |
| 2015年       | 無雙譜               | 醉紅樓妓女                                                             |
| 2015年       | 張保仔               | 護 士（第32集）                                                        |
| 2015年       | 東坡家事             | 街 坊（第3、23、29集）茶 客（第11集）路 人（第18集）                   |
| 2015年       | 枭雄                 | 何 花                                                                  |
| 2015年       | 刀下留人             | 孕 婦（第1集）                                                         |
| 2016年       | 愛情食物鏈           | 李佳君                                                                 |
| 2016年       | 鐵馬戰車             | 美女記者（第7集）                                                      |
| 2016年       | 警犬巴打             | 盈                                                                     |
| 2016年       | 公公出宮             | 「進步會」成員                                                         |
| 2016年       | 潮流教主             | 記 者（第20集）                                                        |
| 2016年       | 末代御醫             | 隆裕太后宮女                                                           |
| 2016年       | 廉政行動2016         | 廉政公署助理調查主任（第1、2、4、5集）                                 |
| 2016年       | 愛·回家之八時入席    | 人事部職員                                                             |
| 2016年       | 殭                   | 陳小明情婦（第11集）                                                   |
| 2016年       | 火線下的江湖大佬     | 護 士                                                                  |
| 2016年       | 純熟意外             | 美 女（第2集）少 女（第28集）                                          |
| 2016年       | 一屋老友記           | 遺產承辦處職員（第6集）                                                |
| 2016年       | 完美叛侶             | 護 士                                                                  |
| 2016年       | 超能老豆             | 楊老師                                                                 |
| 2016年       | 巨輪II               | 范依琴                                                                 |
| 2016年       | 為食神探             | 宴會客人                                                               |
| 2016年       | 律政強人             | 秘 書                                                                  |
| 2016年       | 來自喵喵星的妳       | 接待員                                                                 |
| 2016年       | 幕後玩家             | 呂 澄（Penny）                                                         |
| 2016年       | 流氓皇帝             | 鎮 民                                                                  |
| 2016年       | 巾幗梟雄之諜血長天   |                                                                        |
| 2017至2020年 | 愛·回家之開心速遞    | 譚可清（垃圾清）                                                       |
| 2017年       | 味想天開             | 蓋兆天粉絲                                                             |
| 2017年       | 財神駕到             | 點心妹                                                                 |
| 2017年       | 親親我好媽           | Samantha                                                               |
| 2017年       | 與諜同謀             | 職 員（第4集）                                                         |
| 2017年       | 心理追兇 Mind Hunter | 援交妹（第8 - 10集）                                                   |
| 2017年       | 全職沒女             | 新 娘（第8集）                                                         |
| 2017年       | 同盟                 | 柳澤成秘書（第5、17、18集）                                            |
| 2017年       | 老表，畢業喇！       | Miss Lam（第11、12集）                                                 |
| 2017年       | 雜警奇兵             | 記 者                                                                  |
| 2017年       | 降魔的               | 女道士（第2、8集）                                                     |
| 2017年       | 降魔的               | 厲 鬼（第15集）                                                        |
| 2017年       | 誇世代               | 萬曼妮                                                                 |
| 2017年       | 性在有情             | 囡 囡（第10集）                                                        |
| 2018年       | 三個女人一個「因」   | 陳在藻（Gloria）                                                       |
| 2018年       | 波士早晨             | 記 者（第11、12集）                                                    |
| 2018年       | 翻生武林             | 村 民（第2、3集）                                                      |
| 2018年       | 果欄中的江湖大嫂     | Heidi（第20、22、27集）司 儀（第21集）                                 |
| 2018年       | 逆緣                 | Cindy                                                                  |
| 2018年       | 棟仁的時光           | 老 師（第6集）                                                         |
| 2018年       | 宮心計2深宮計        | 紫 君                                                                  |
| 2018年       | 天命                 | 劉鐶之女兒                                                             |
| 2018年       | BB來了               | Heidi（第6集）                                                         |
| 2018年       | 特技人               | 黛黛平安健康食品公司職員（第9、13、15、17集）                          |
| 2018年       | 再創世紀             | 公關部同事（第35集）                                                   |
| 2018年       | 是咁的，法官閣下     | 文理大學學生（第1、2、4、5集）                                         |
| 2018年       | 兄弟                 | 蕭翠琳                                                                 |
| 2019年       | 婚姻合伙人           | 蕭翠翠                                                                 |
| 2019年       | 白色強人             | 鄧楚翹                                                                 |
| 2019年       | 好日子               | 年青齊瑂（第1、3 - 5集）                                               |
| 2019年       | 金宵大廈             | 床褥店店員                                                             |
| 2019年       | 街坊財爺             | 朱露絲朋友（第17集）                                                   |
| 2019年       | 牛下女高音           | Amy（第3、7、8、13、18集）                                             |
| 2019年       | 多功能老婆           | MC&G 同事（第1、8、22集）                                              |
| 2019年       | 過街英雄             | 老 師（第4集）                                                         |
| 2019年       | 丫鬟大聯盟           | 美 彩                                                                  |
| 2020年       | 黃金有罪             | 明 星（第26集）                                                        |
| 2020年       | 機場特警             | 阿 盈                                                                  |
| 2020年       | 十八年後的終極告白   | MK 妹（第3集）                                                         |
| 2020年       | 那些我愛過的人       | 店 員（第19集）                                                        |
| 2020年       | 迷網                 | 簡美玉（Coco）（第1 - 3集）                                            |
| 2020年       | 反黑路人甲           | 秘 書（第15集）                                                        |
| 2021年       | 愛美麗狂想曲         | Sam（第27集）                                                          |
| 2021年       | 伙記辦大事           | 要員保護組文員（第1集）                                                |

### 綜藝節目
| 首播          | 節目名            | 備註                |
| 有線電視      |                   |                     |
| 2011 - 2012年 | 怪談．靈異直播    | 演出                |
| 2012年        | 大fun享           | 嘉賓                |
| 優質生活台    |                   |                     |
| 2011年        | 熱爆話題亂咁噏    | 12月10日嘉賓        |
| 無綫電視      |                   |                     |
| 2013年        | 演嘢              | 演出                |
| 2013年        | 玩嘢王            | 演出                |
| 2013年        | 今日VIP           | 5月9日嘉賓          |
| 2016年        | 男人食堂          | 演出                |
| 2017年        | 1+1的幸福         | 演出                |
| 2017年        | 齊癲大聖福祿壽    | 演出                |
| 2019年        | PARK YOHO週末速遞 | 演出（飾演 Phoebe） |

### 電影
| 首映   | 電影名                                                                     | 角色       |
| 2014年 | 分手100次                                                                  | 跑 手      |
| 2015年 | 心動傾情 （页面存档备份，存于）（微電影）                                  | 伴娘團成員 |
| 2015年 | 幸福滋味（微電影）                                                         | 范天欣     |
| 2017年 | 小男人週記3之吾家有喜                                                      | 合作同事   |
| 2017年 | 拆彈專家                                                                   | 人 質      |
| 2019年 | 蘋果迷你倉 （页面存档备份，存于）獨家記憶 （页面存档备份，存于）（微電影） | 女主角     |

### 歌曲
| 年份   | 歌名            | 備註                         |
| 2010年 | 電動樂園        | 《香港動漫電玩節2010》主題曲 |
| 2010年 | Let's Celebrate |                              |

### 音樂錄像
| 年份   | 歌名       | 歌手   |
| 2018年 | 冰傷       | 譚嘉儀 |
| 2018年 | 你快樂嗎？ | 帶菌者 |
| 2019年 | 等得太久   | 鄭世豪 |

### 電台節目
- 2019年3月7日：策略王直播室《喪吹會所》 - 嘉賓

### 廣告
- 2019年：n2cosme「Ecott Cosme 皇牌奇蹟蘋果全效修復系列」

### 其他
- 2016年7月29、30日：《香港動漫電玩節2016》 - 演出嘉賓

## 書籍
※ 以「Donut」名義

### 寫真集
| 日期          | 作品名                      | 國際標準書號       |
| 大風文化      |                             |                    |
| 2010年6月9日  | Summer Diary 夏の日記寫真集 | ISBN 4897031890030 |
| 2011年7月16日 | Summer Lover 夏の戀人寫真集 |                    |

## 外部連結
- Phoebe Chow 周梓盈的Facebook專頁
- 周梓盈的Instagram帳戶
- 周梓盈的新浪微博
- 周梓盈在香港影庫上的簡介
- 第26期藝員訓練班 – 周梓盈 CHOW Tsz Ying - 學員介紹 - tvb.com （页面存档备份，存于）